# Die Toten (Kracht)

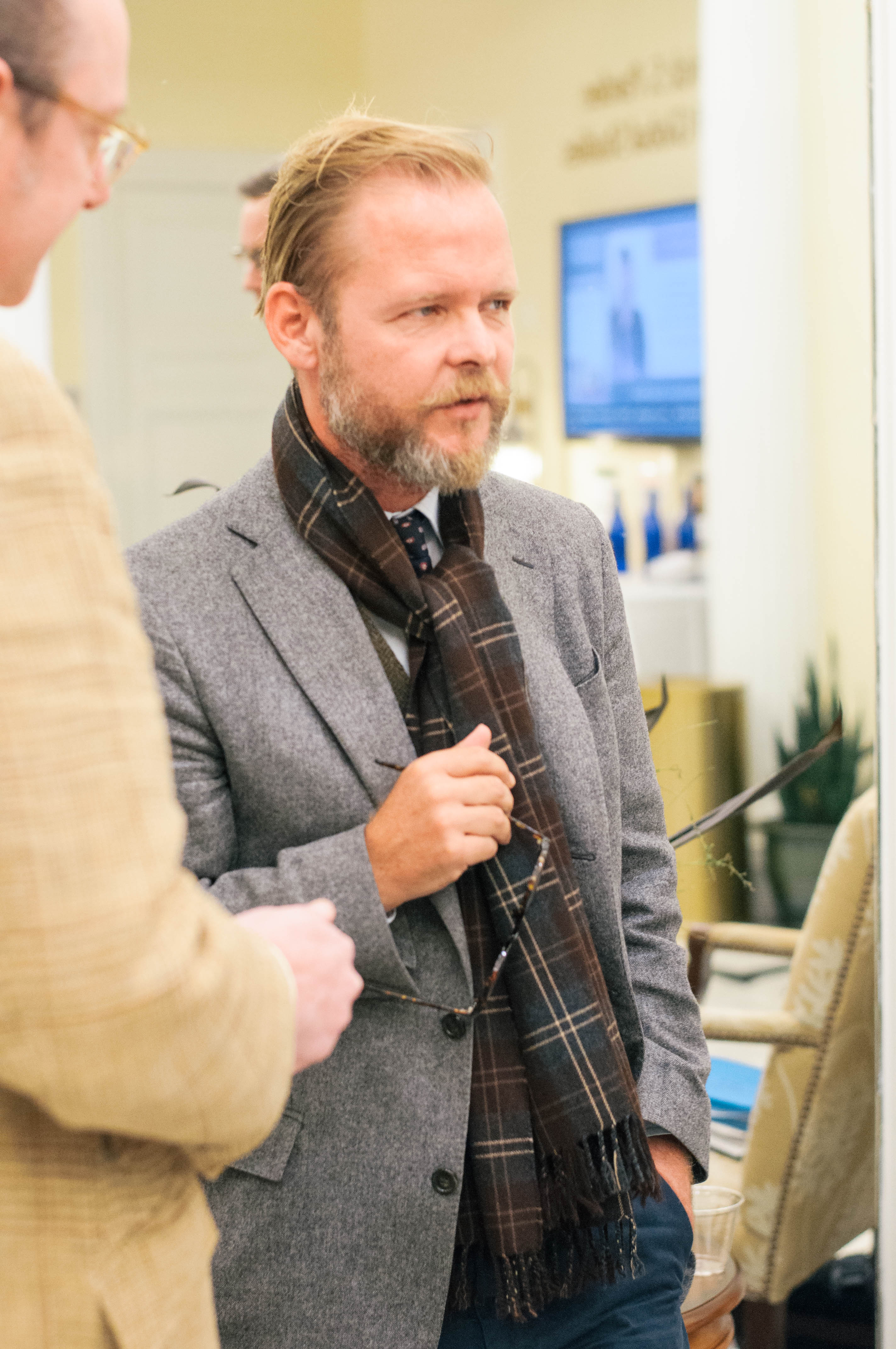
Christian Kracht (2015)

Die Toten ist der Titel eines 2016 publizierten, zwischen Persiflage und Pastiche oszillierenden Romans des Schweizer Schriftstellers Christian Kracht. Erzählt wird in einer Verbindung von Fiktion und Bausteinen der Historie die Kooperation deutscher und japanischer Filmgesellschaften Anfang der 1930er Jahre, in der Übergangsphase zwischen der Weimarer Republik und dem NS-Regime, als „Gruselfilm, eine Allegorie […] des kommenden Grauens“.

## Inhalt

### Überblick
Die drei Teile werden durch japanischen Zeichen 序破急 eingeleitet, die den Aufbau des Romans nach dem Muster des japanischen Nō-Theaters anzeigen: Jo-ha-kyū (Jo: „langsam, verheißungsvoll“, ha: „beschleunigen“, kyū: „kurzerhand und möglichst zügig zum Höhepunkt“ kommen). Teil 1 beginnt mit dem Suizid eines japanischen Offiziers und der Reise des Schweizer Filmregisseurs Emil Nägeli nach Berlin. Damit in Verbindung werden die Thematik und die Hauptfiguren Nägeli und Amakasu mit Rückblicken auf ihre Kindheit vorgestellt. Teil 2 entwickelt vor dem historischen Hintergrund des Jahres 1932 in Parallelhandlungen in Berlin und Tokio die Kooperation der deutschen und der japanischen Filmgesellschaften, ausgehend von Nägelis Projekt. Teil 3 zeigt das Scheitern des Plans und endet mit der Rückkehr Nägelis in die Schweiz und mit dem Suizid der deutschen Schauspielerin Ida in Hollywood.

### Erster Teil (序)
Nach dem gefilmten Seppuku-Auftakt werden die beiden Protagonisten vorgestellt: der Schweizer Filmregisseur Emil Nägeli mit seiner „gesunde[n] Skepsis gegenüber festgefügten Weltbildern“ und seinem Blick auf eine „leidvolle und wundersame Welt“ und der japanische Ministerialbeamte Masahiko Amakasu in seiner Bewunderung für europäische Spielfilme, u. a. die Nägelis, und deutsche Kameras. Eingeblendet sind die Rückblicke auf ihre Kindheit und ihre Karriere: Nägelis Vaterbindung, sein letzter Besuch am Sterbebett mit der rätselhaften H-Prophezeiung und seine Trauer nach dessen Tod, erste Filme, Reisen durch Nordeuropa, Ostseeferien mit seiner Verlobten Ida, die zurzeit in Tokio lebt. Der junge Masahiko ist ein anderer Charakter. Auch er erlitt Verwundungen durch die väterliche Erziehung und Todessehnsüchte, aber das System ist härter und er rächt sich für traumatische Internatserlebnisse, indem er seinen Peiniger tötet und die Schule in Brand setzt. Als begabter Schüler wird der vom deutschen Botschafter Wilhelm Solf als zukünftiger Agent ausgewählt und unterstützt, ohne dass er es weiß, und an die deutsche Sprache herangeführt. Jetzt im Ministerium beschäftigt, stellt er Kontakte zur deutschen Filmindustrie her, indem er den Suizid-Film, für ihn „eine Transfiguration des Schreckens zu etwas Höherem“ und eine Gemeinsamkeit im deutschen und japanischen Geist, an die „Universum Film AG“ (Ufa) Hugenbergs schickt und vorschlägt, gewissermaßen als Entwicklungshilfe und Aufbau einer „zelluloidente[n] Achse“, einen Regisseur mit Erfahrung im „großen Filmland Deutschland“ zu einem kulturellen Austausch nach Japan zu entsenden.

### Zweiter Teil (破)
Der zweite Teil beginnt mit einem Empfang Charlie Chaplins in der amerikanischen Legation, an dem auch Amakasu teilnimmt. Nach der Veranstaltung unterhalten sich Chaplin, der Sohn des Premierministers, Inukai Takeru, Amakasu und Nägelis Verlobte Ida von Üxküll, als nordisch-arischer Typus in modischer Fliegeruniform auftretend, die sich ihnen angeschlossen hat, im Hotel Imperial über die weiteren japanischen Eroberungspläne nach der kürzlichen Errichtung des sogenannten „Kaiserreichs Mandschukuo“. Am nächsten Tag verabreden sie sich zu einem Besuch des Nō-Theaters und Chaplin versäumt die Einladung des Ministerpräsidenten zum Abendessen, der zu diesem Zeitpunkt Opfer eines Anschlags wird. So entgeht Chaplin dem Attentat.
In der Parallelhandlung reist Nägeli auf Einladung des Ufa-Chefs Alfred Hugenberg nach Berlin. Dieser ist an der von Amakasu vorgeschlagenen deutsch-japanischen Kooperation interessiert und macht, da ihm dessen „Windmühle“ gefallen hat, dem jungen Schweizer Regisseur ein großzügiges finanzielles Angebot, in Tokio einen Film zu drehen und eine Zusammenarbeit der Filmgesellschaften zu verhandeln, um vom beherrschenden amerikanischen Markt unabhängig zu werden und zu expandieren: „Man müsse den Erdball überziehen mit deutschen Filmen, kolonialisieren mit Zelluloid. Film sei nichts anderes als […] Schießpulver für die Augen. Kino […] sei Krieg mit anderen Mitteln“. In einem Varieté in der Nähe des Nollendorfplatzes feiert Hugenberg ausgelassen mit Nägeli, dem deutschen Chaplin-Rivalen Heinz Rühmann, dem Auslands-Pressechef der NSDAP „Putzi“ Hanfstaengl, den Filmkritikern Siegfried Krakauer und Lotte Eisner das Japan-Projekt. Dem schüchternen Nägeli sind diese Veranstaltungen peinlich und er fühlt sich in der Hugenberg-Gruppe unwohl. Er durchschaut die Großmannssucht Hugenbergs und seiner ihn umschmeichelnden Freunde und schlägt dem Ufa-Chef provokativ einen japanischen Schauerfilm vor, was dieser überraschend akzeptiert. Krakauer und Eisner ahnen das Ende der Demokratie und der Menschenrechte in Deutschland und emigrieren gemeinsam mit Fritz Lang 1933 nach Frankreich.
Nägeli findet in Japan seine Verlobte Ida in einer Beziehung mit dem sexuell attraktiveren Amakasu. Er gibt daraufhin sein Filmprojekt auf, reist allein durchs Land und macht mit seiner Kamera Aufnahmen vom Leben der Menschen in ihrem Alltag, aus denen er später einen Film schneidet.

### Dritter Teil (急)
Nägeli kehrt in die Schweiz zurück. Dort ist inzwischen sein Erstling „Die Windmühle“ beachtet worden und er erhält Auszeichnungen und Einladungen. Er führt eine Rohfassung seines Japan-Films in einem kleinen Kreis vor und wird in der Presse einerseits als Avantgardist und Surrealist, andererseits als debil bezeichnet. In Deutschland ist inzwischen die Ufa verstaatlicht worden und Nägeli wird ihr „für immer einen Film schuldig bleiben“.
Nachdem er das Attentat überlebt hat, reist Chaplin mit einem Dampfer zurück in die USA. Amakasu und Ida, der er eine Karriere in Hollywood in Aussicht gestellt hat, begleiten ihn. Zwischen den beiden Männern kommt es zum Streit, als Chaplin den japanischen Faschismus kritisiert und die Demokratie Amerikas lobt, worauf Amakasu dem Stummfilm-Helden keine Chance im neuen Tonfilm prognostiziert. Der betrunkene Chaplin zwingt den Japaner, auf die Reling zu steigen und stößt ihn ins Meer. In den USA findet Ida keine Arbeit als Schauspielerin, ihr nordischer Typus ist nicht mehr gefragt, und sie stürzt sich vom hohen H des Schriftzugs „Hollywoodland“ in den Tod. Ein Reporter fotografiert ihr von Kakteen zerfleischtes Gesicht. Es wird in einem Magazin veröffentlicht.

## Dichtung und Wirklichkeit
Die Handlung und die Protagonisten des Romans sind Fiktion. Allerdings werden historische Personen, Ereignisse und Lokalitäten wie das „Hotel Imperium“ in Tokio, in veränderter, auch anachronistischer Form und in neuen Kontexten als Bausteine in die Handlung eingefügt, ein von der kanadischen Literaturwissenschaftlerin Hutcheon mit dem Begriff Historiografische Metafiktion und von dem deutschen Literaturwissenschaftler Schumacher als Überschreibungs- bzw. Palimpsest-Verfahren bezeichnetes Stilmittel. Mit solchen Ereignissen ist die Haupthandlung im zweiten und dritten Teil eingerahmt:

### Charlie Chaplin
Zu Beginn des zweiten Teils greift der Autor den Besuch des Filmstars Charlie Chaplin am 14. Mai 1932 in Tokio auf. Es gab einen Verschwörungsplan japanischer Offiziere, den als Gast beim Premierminister Tsuyoshi Inukai weilenden Schauspieler zu töten, in der Hoffnung, dadurch einen Krieg mit den Vereinigten Staaten zu provozieren. Jedoch war Chaplin zu Zeitpunkt des Attentats, als der Premierminister von elf Marinekadetten erschossen wurde, nicht im Haus, weil er sich mit dem Sohn des Gastgebers, Inukai Takeru, einen Sumo-Ringkampf ansah.

### Idas Suizid
Am Ende des dritten Teils tötet sich Ida von Üxküll wie die historische arbeitslose Schauspielerin Peg Entwistle. Diese stürzte sich am 16. September 1932 in den Hollywood Hills vom 15 Meter hohen H des Schriftzugs (damals noch „Hollywoodland“) am Mount Lee. Ihre Leiche wurde zwei Tage später mit einem Abschiedsbrief gefunden. Der letzte Satz erläutert Idas Suizid durch ein Hölderlin-Zitat (s. Literarische Bezüge).

### Amakasu Masahiko
Den wichtigsten historischen Bezug, der die zentrale Idee der deutsch-japanischen Kooperation lieferte, gibt es bei der Figur des Amakasu Masahiko, dessen private Biographie allerdings erfunden ist. Der historische Amakasu besuchte Militärinternate und trat 1912 in die Kaiserlich japanische Armeeakademie ein. Nach seinem Abschluss diente er bei der Infanterie und dann bei der Militärpolizei auf verschiedenen Posten in Japan und Korea. Dann wurde er im japanischen Marionettenstaat Mandschukuo eingesetzt. Er war berüchtigt für seine Brutalität, und die amerikanische Historikerin Louise Young beschrieb ihn als einen „sadistischen“ Mann, der es genoss, Menschen zu foltern und zu töten.
Kracht hat im Roman Amakasus Tätigkeit bei der Filmgesellschaft „Manei“ aufgegriffen, eines der wichtigsten Propagandainstrumente der Kwantung-Armee, um die öffentliche Unterstützung für Mandschukuo zu erhöhen und die chinesische Kuomintang-Regierung mit Propaganda anzugreifen. Um die Qualität der Filme zu verbessern reiste Amakasu 1936 nach Deutschland und Italien und besuchte die Studios der Universum Film AG (UFA) und Cinecittà. Mit der Reform des Produktionssystems seines Studios nach dem Muster der UFA wollte er sowohl mit Hollywood als auch mit der japanischen Filmindustrie konkurrieren. Dazu gehörte auch der Einsatz von Mitarbeitern der Firma Towa, die ihn bei der Beschaffung der neuesten deutschen Filmkameras und Produktionstechniken unterstützten. Er handelte auch mit UFA-Filmen und vermittelte diese nach Japan weiter. Inhaltlich schlug Amakasu eine weiche Linie der Unterhaltung ein, um die „Bildung“ des Volkes zu fördern, und er rekrutierte sogar eine Gruppe linker Intellektueller, die in die Mandschurei flohen, nachdem sie in Japan unterdrückt worden waren, und mit Filmexperimenten begannen. Er lud japanische Filmschauspieler, Regisseure und Dirigenten wie Takashi Asahinai ein, Mandschukuo zu besuchen und an seinen Filmproduktionen teilzunehmen.

### Namedropping
Dieser filmhistorische Kontext ist aber kaum mehr als ein netter Hintergrund für Krachts Geschichte. Neben einigen offenbar beabsichtigten Anachronismen, neige der Autor phasenweise zum ungehemmten Namedropping: Die Filmleute Alfred Hugenberg, Rüstungs- und Medienunternehmer, Besitzer der UFA, Siegfried Kracauer, Lotte Eisner, Fritz Lang, Heinz Rühmann, Charlie Chaplin sind ausführlich in die Fiktion einbezogen, ebenso Ernst Hanfstaengl, eine schillernde Figur, Kunsthändler und ab 1931 Auslands-Pressechef der NSDAP, Überläufer und in Kanada in einem Lager inhaftiert. Andere sind Randfiguren: Wilhelm Solf, von 1920 bis 1928 deutscher Botschafter in Tokio, Knut Hamsun, NSDAP-Sympathisant, Ezra Pound, Verfasser eines Werks über das Nō-Theater. Viele weitere Namen der Zeitgeschichte, v. a. aus dem Filmbetrieb werden erwähnt.

### Literarische Bezüge
Hinweise für die Interpretation gibt er Autor offenbar auch durch literarische Bezüge: Als Motto sind dem Roman zwei Zitate von Ford Madox Ford und Tanizaki Jun’ichirō vorangestellt:
- „We are all so afraid, we are all so alone, we all so need from the outside the assurance of our own worthiness to exist. But these things pass away; inevitable they pass away as the shadows pass across sundials. It is sad, but it is so.“ (Ford Madox Ford)[18]
- „Ich habe nur ein Herz, niemand kann es kennen außer ich selbst“. (Tanizaki Jun’ichirō)
- Zum letzten Satz des Romans wurde Kracht durch ein Zitat aus dem 13. Kapitel von Hölderlins Roman Hyperion oder Der Eremit in Griechenland inspiriert: „Wir sind, wie Feuer, das im dürren Aste oder im Kiesel schläft; und ringen und suchen in jedem Moment das Ende der engen Gefangenschaft. Aber sie kommen, sie wägen Aeonen des Kampfes auf, die Augenblicke der Befreiung, wo das Göttliche den Kerker sprengt, wo die Flamme vom Holze sich löst und siegend emporwallt über der Asche, ha! wo uns ist, als kehrte der entfesselte Geist, vergessen der Leiden, der Knechtsgestalt, im Triumphe zurück in die Hallen der Sonne.“
- Bei den Gesprächen werden viele literarische Werke, Filme, Autoren, Figuren aus deren Romanen genannt[19] oder zitiert, z. B. aus Dante Alighieris Göttlicher Komödie, 8. Gesang („Die Stunde wars, wo voll vom Heimwehtrieben…“) als Gedanken der Besucher des Nō-Theaters.[20]

### Biographische Bezüge
Der Autor hat in seiner Poetikvorlesung 2018 in Frankfurt Kindheits- und Jugenderlebnisse, v. a. den sexuellen Missbrauch durch einen Pastor in einem kanadischen Internat, offenbart, über die er Jahrzehnte geschwiegen hat und die nach seinen Aussagen sein Schreiben beeinflusst haben. Einzelne Stellen aus seinen Romanen Faserland, 1979, Ich werde hier sein im Sonnenschein wie im Schatten und Die Toten und aus dem Film Finsterworld hat er unter diesem Aspekt interpretiert: „Ich hatte nicht gelernt, mich dort in Kanada zu assimilieren, und war sehr bald dem aus heutiger Sicht sehr übertriebenen Straf- und Regelsystem unterworfen, dessen kryptofaschistische Bestandteile und Ausformungen Sie in meinem letzten Roman Die Toten untersuchen können.[…] Schatten davon finden sich bei der Beschreibung von Masahiko Amakasus Jugend“. Kracht setzt auch eine Szene am Ende des Romans Die Toten, Nägelis Beobachtung einer Sexszene, in Verbindung mit einem Internatserlebnis, der Betrachtung der von der Mutter geschickten Pralinen, die er nicht aß, weil er den Verlust seines Begehrens fürchtete.
Dasselbe Thema spricht der Autor in einem späteren Interview an, indem er von den Schattenseiten seiner Kindheit und Jugend spricht: Reiches Elternhaus, Vater Generalbevollmächtigte bei Axel Springer, alkoholkranke und tablettenabhängige Mutter, nationalsozialistisch orientierte Familie, Heimatlosigkeit, Einsamkeit, teure internationale Internate, sexueller Missbrauch. Auch verbindet sich die Film-Thematik des Romans Die Toten mit Krachts Film- und Literaturstudium am College of Liberal Arts der Pennsylvania State University und anschließend am Sarah Lawrence College in Bronxville, New York, (Abschluss 1989).
Über diese einzelnen Aspekte hinaus sieht Kracht einen Zusammenhang zwischen seinen Kindheitserfahrungen und dem „Akt des Schreibens selbst“.

## Interpretation und Rezeption

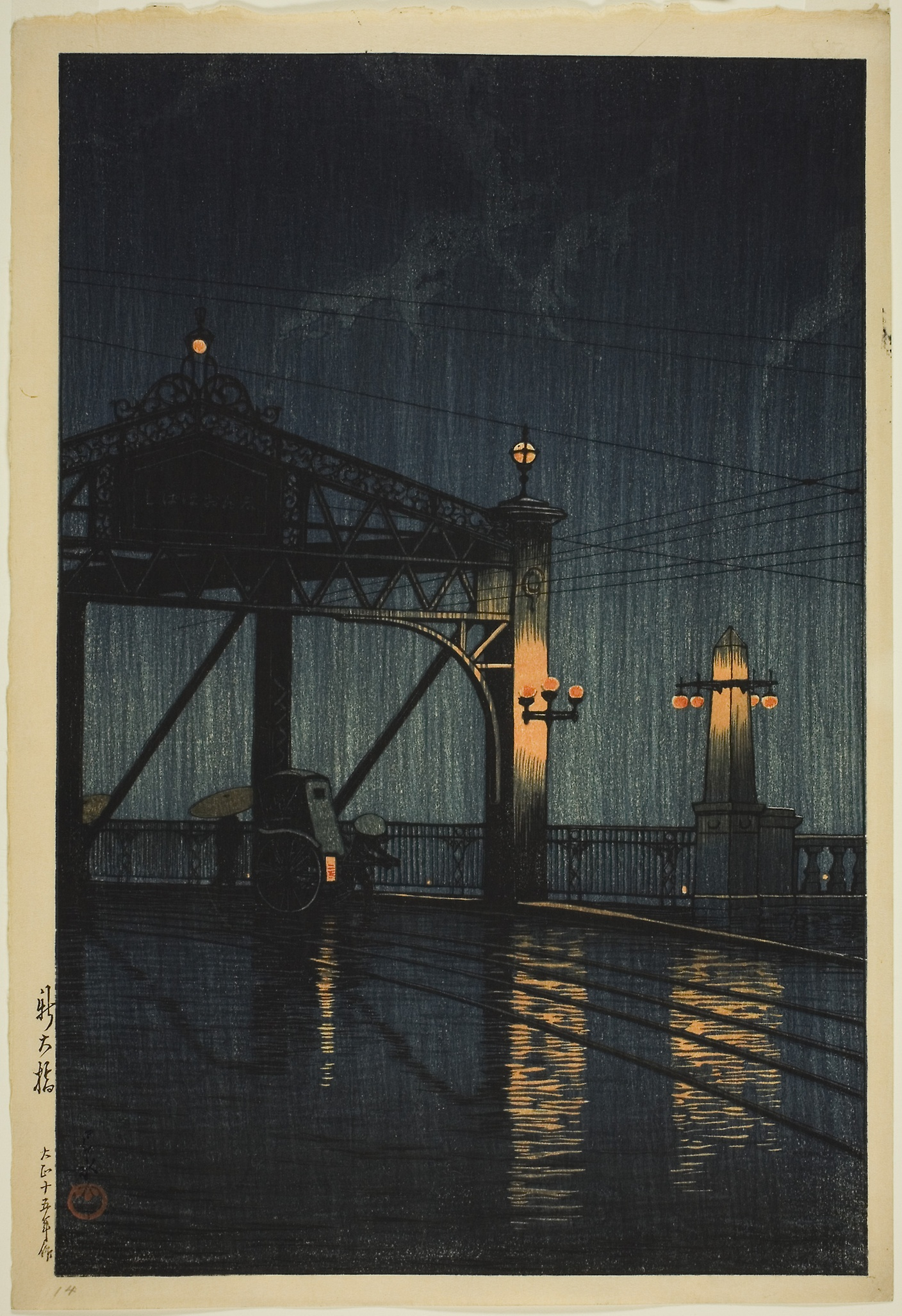
Vorlage für die Umschlaggestaltung: Kawase Hasuis „Nächtlicher Regen auf der Shin Ōhashi-Brücke“ (1926)

Obwohl Kracht sich in Interviews mit Interpretationen seiner Werke zurückhält, gibt er doch einzelne Hinweise. In ähnlicher Weise könnte man Äußerungen und Gedanken des der deutschen und japanischen Position gegenüber kritischen Schweizers Nägeli, ergänzt durch die Emigration Krakauers und Eigners als Aussagen (des Erzählers, des Autors?) verstehen: „[E]s reicht nicht mehr, durch Film eine transparente Membran erschaffen zu wollen, die vielleicht einem von tausend Betrachtern vergönnt, das dunkle, wunderbare Zauberlicht hinter den Dingen erkennen zu können. Er muss etwas erschaffen, das sowohl in höchstem Maße künstlich ist, als sich auch auf sich selbst bezieht. […] nun aber muss er tatsächlich etwas Pathetisches herstellen, einen Film drehen, der erkennbar artifiziell ist und vom Publikum als manieriert und vor allem als deplaziert empfunden wird.“
Der letzte Teil des Zitats scheint eine Prophezeiung auf die Rezeption von Krachts Roman zu sein. „Die Toten“ wurden inhaltlich und formal kontrovers interpretiert und rezensiert: Einerseits manierierte blutrünstige Geschichte und verquerer deutschnationaler Mythenmuff, andererseits preziöses und präzises außerordentliches Kunstwerk, weg vom Wirklichkeitswahn der Gegenwartsliteratur bzw. ein in der Mischung aus Fakten und Fiktion kontrastreicher raffinierter Realismus und Kontrapunkt zum banalen Realismus der Nachkriegsliteratur. Unterschiedlich ist auch die literarische Einordnung: Klamauk der Pop-Literatur, Historien-Farce, Herumeiern zwischen Historie und Klamauk, Dandy-Stil, selbstironischer Erzählmodus des englischen Salon-Smalltalks, der auch bei der abgründigsten Angelegenheit immer noch einen Gag platziert, kunstvoll und von virtuoser Exzentrik, Allegorie der Faschismus-Achse Berlin-Tokio und deren Nationalchauvinismus, Analyse der Selbstinszenierung des Totalitarismus.
Insgesamt ist die Rezeption überwiegend positiv, einige Kritiker verteidigen in Verbindung mit ihrer Interpretation den Autor gegen die Vorwürfe der Gewaltverherrlichung:
- Was Kracht in seiner neuen „Historien-Farce“ an Gewaltszenen auffahre, reiche zwar für mehrere Bücher oder Filme, auch sein Dandy-Stil könnte Kopfzerbrechen bereiten. Jedoch spreche der Erzähler und man müsse Autor und Erzähler fein säuberlich voneinander trennen.[32]
- Die Romanhandlung sei Fiktion, nichts sei wirklich. Real seien nur das Leiden und die Schmerzen. Deshalb finde Kracht auch jede Ästhetisierung der Gewalt fragwürdig und lote sie in seinem Roman bis an die Grenze aus.[33] Krachts Die Toten könne sich mit den Romanen des großen, ebenfalls oft missverstandenen Humanisten Michel Houellebecq messen lassen, als Werk, das uns nur deshalb ins Dunkle führt, damit wir umso klarer sehen, wo das Licht herkommt.[34]
- Der Roman sei radikal politisch, aber nicht literarisch-faschistisch. Der Autor analysiere die Selbstinszenierung des Totalitarismus und gehe dabei ein großes Risiko ein, indem er mit „ästhetisch-apathischem“ Gestus vom Vorabend der nationalsozialistischen Machtübernahme erzähle und die Barbarei zum Sprechen bringe.[35]
- Gelobt wird die Verknüpfung von Geschichte und Fiktion. Mit leichten Verschiebungen entledige sich Kracht immer wieder den Beschränkungen, die etwa für einen historischen Roman gelten würden. Es sei ein Vergnügen, diesen Verwischungen mit Vorwissen oder Angeeignetem nachzuspüren.[36] Durch sie entstehe eine Imaginierung eines Kulturkampfes, in dem der Film über die Deutungshoheit der Bilder entscheidet. Kracht bringe den Mut auf zum Betreten von vermintem Terrain, wenn er seine Figuren über die „Bedrohung des kulturell Eigenen“ sinnieren lasse.[37]
- Überzeugend sei der Kern des Protagonisten-Duos: die beiden innerlich lustlosen Männerfiguren, die unter der Last des Genies zusammenbrechen. Die gescheiterten Existenzen seien in ihrer Haltung zur Kunst und zur Welt schon recht modern und wirkten ihrer Zeit weit voraus. Doch im Zeitfenster des Kracht-Romans, den 1930er-Jahren, verlören sie jeden repräsentativen Charakter. Sie seien Geister und würden sich gegenseitig in ihrer hoffnungslosen Trübsinnigkeit erkennen. Am Ende lösen sich beide, als hätte es sie nie gegeben.[38]
- Angesichts dieser Diskussionen rät Rabe dem Leser, sich am besten selbst auf den Roman einzulassen, um an den erzählerischen Kapriolen, dem Herumeiern zwischen Historie und Klamauk und seinem prätentiösen Stil Freude zu haben.[39]

- Andere Literaturkritiker[40] untersuchen die Einordnung der Toten in das Gesamtwerk Krachts. Bislang habe eher der Modus der Aneignung (appropriation artist) dominiert: Faserland im Grunde ein Bret-Easton-Ellis-Roman, der in der BRD spielte, 1979 eine Version von James Hiltons Lost Horizon, Ich werde hier sein im Sonnenschein und im Schatten ein Potpourri aus Motiven von Philip K. Dick und Joseph Conrad, Imperium stilistisch eine Anleihe von Thomas Mann und thematisch an Otto Ehlers Reisebericht Samoa, die Perle der Südsee (1896).

Im Vergleich dazu sei Die Toten sein bislang unabhängigster Roman, er stehe auf eigenen Füßen: An der globalen Filmfront stellt der Tonfilm die beiden Faschismen vor ein gemeinsames Problem: die anhebende Weltherrschaft Hollywoods. Amakasu bringt deshalb die Idee einer „zelluloiden Achse“ ins Gespräch als „Krieg mit anderen Mitteln“. Am Leitmotiv des Films spiele Kracht sein zentrales Thema aus: „den bangen Zweifel aller Gläubigen, dass ‚dahinter‘ nichts wartet und die Hauptfunktion allen Ornats vor allem darin besteht, nervös die kosmische Leere zu verbergen“. Film sei letztlich nichts anderes als bewegtes Licht. Je mehr man sich von diesen falschen Freunden erwarte, desto tiefer und schmerzhafter müsse die Enttäuschung sein.
Das Buch wende sich an ein internationales literarisches Publikum. Deshalb betrachte Kracht den „brutalen Reinheitswahn der Deutschen nicht mehr in Relation zur deutschen Verdrängungskultur“, sondern suche Vergleichspunkte zum „nicht minder narzisstischen Purismus der japanischen Faschisten“. Deshalb schreibe er den Roman im strengen Takt des Nō-Theaters, halte ihn sprachlich aber im selbstironischen Erzählmodus des englischen Salon-Smalltalks, der auch bei der abgründigsten Angelegenheit immer noch einen Gag platziert. Die globalen Themen und Bildwelten dieses Romans mache aus den Toten „so etwas wie der diamantenbesetzte Totenschädel der deutschsprachigen Literatur“.
- Aus einem Zeitabstand von 9 Jahren betrachtet, erscheinen Die Toten als „eine Literatur, die einen herausreißt aus den Normen, den Glaubwürdigkeitssätzen der eigenen Zeit. Man darf von ihr keine weltanschaulich ermutigenden Botschaften erwarten. In Krachts Werk bebt eine Kritik an der Moderne, die flüchtigen Lesern immer schon ideologisch verdächtig, manchmal skandalträchtig erschien.“[42]

### Auszeichnungen
- Schweizer Buchpreis 2016[43]
- Hermann-Hesse-Preis 2016

## Ausgaben
- Christian Kracht: Die Toten. Kiepenheuer und Witsch, Köln 2016, ISBN 978-3-462-04554-3.
  - Christian Kracht: De døde. Pelikanen Forlag, Stavanger 2017, ISBN 978-82-93237-86-0. Übersetzt von Sverre Dahl
  - Christian Kracht: Οι νεκροί. Εκδόσεις Παπαδόπουλος, Athen 2017, ISBN 978-960-569-766-2. Übersetzt von Tsalis Vasilis
  - Christian Kracht: De Döda. Ersatz Förlag, Stockholm 2018, ISBN 978-91-87891-72-4. Übersetzt von Anna Bengtsson
  - Christian Kracht: The Dead. Farrar, Straus and Giroux, New York 2018, ISBN 978-037-413-967-4. Übersetzt von Daniel Bowles
  - Christian Kracht: De døde. Gyldendal, Kopenhagen 2018, ISBN 978-870-225-018-3. Übersetzt von Madame Nielsen
  - Christian Kracht: Les Morts. Éditions Phébus, Paris 2018, ISBN 978-2-7529-1153-7. Übersetzt von Corinna Gepner
  - Christian Kracht: Umarli. Wydawnictwo Literackie, Krakau 2018, ISBN 978-83-08-06571-6. Übersetzt von Ryszard Wojnakowski
  - Christian Kracht: Мертвые. Ad Marginem, Moskau 2018, ISBN 978-5-91103-441-2. Übersetzt von Tatiana Baskakowa
  - Christian Kracht: 망자들. 을유문화사, Seoul 2020, ISBN 978-89-324-0489-9. Übersetzt von Taehwan Kim
  - Christian Kracht: Mirušie. Mansards, Rīga 2021, ISBN 978-9934-585-13-5. Übersetzt von Dens Dimiņš
  - Christian Kracht: I morti. La Nave di Teseo, Mailand 2021, ISBN 978-8834-605-32-5. Übersetzt von Francesca Gabelli
  - Christian Kracht: Miruoliai. Kitos Knygos, Vilnius 2021, ISBN 978-609-427-491-6. Übersetzt von Kristina Sprindžiūnaitė
  - Christian Kracht: Morții. Editura Cartier, Chișinău 2023, ISBN 978-997-586-675-0. Übersetzt von Andrei Anastasescu